# Ghiacciaio Ashworth
Il Ghiacciaio Ashworth (in lingua inglese: Ashworth Glacier) è ghiacciaio antartico caratterizzato da fianchi nettamente delineati, che fluisce in direzione ovest dalla dorsale montuosa del Supporters Range in direzione del Ghiacciaio Mill, 5 km a nord del Monte Iveagh, nel Dominion Range, catena montuosa che fa parte dei Monti della Regina Maud, in Antartide.
La denominazione è stata assegnata dal Comitato consultivo dei nomi antartici (US-ACAN) nel 2007 in onore di Allan Charles Ashworth, professore di Paleontologia e Stratigrafia alla North Dakota State University. Il professor Ashworth ha scoperto nel Dominion Range quelli che per ora sono gli unici fossili di mosche e coleotteri conosciuti nell'Antartide.